# Lingüística cuantitativa
La lingüística cuantitativa es una subdisciplina de la lingüística matemática que se caracteriza por emplear métodos estadísticos para el estudio de problemas lingüísticos. Su objetivo más importante tiene que ver con la formulación de ciertas “leyes del lenguaje”, que inclusive pueden entrelazarse entre sí formando un sistema de leyes.[1] Esta concepción sistémica se extiende también a ciertas interpretaciones que la lingüística cuantitativa suele llevar a cabo respecto del lenguaje como un todo, a través de un enfoque conocido como “lingüística sinergética” (synergetic linguistics).[2]

## Historia
Los primeros enfoques relacionados con la lingüística cuantitativa se remontan a los antiguos habitantes de Grecia y de la India. Fue allí donde aparentemente aparecieron los primeros estudios sobre números combinatorios aplicados a problemas lingüísticos, así como las primeras referencias al uso de la estadística para dichos problemas.[3]

## Leyes lingüísticas

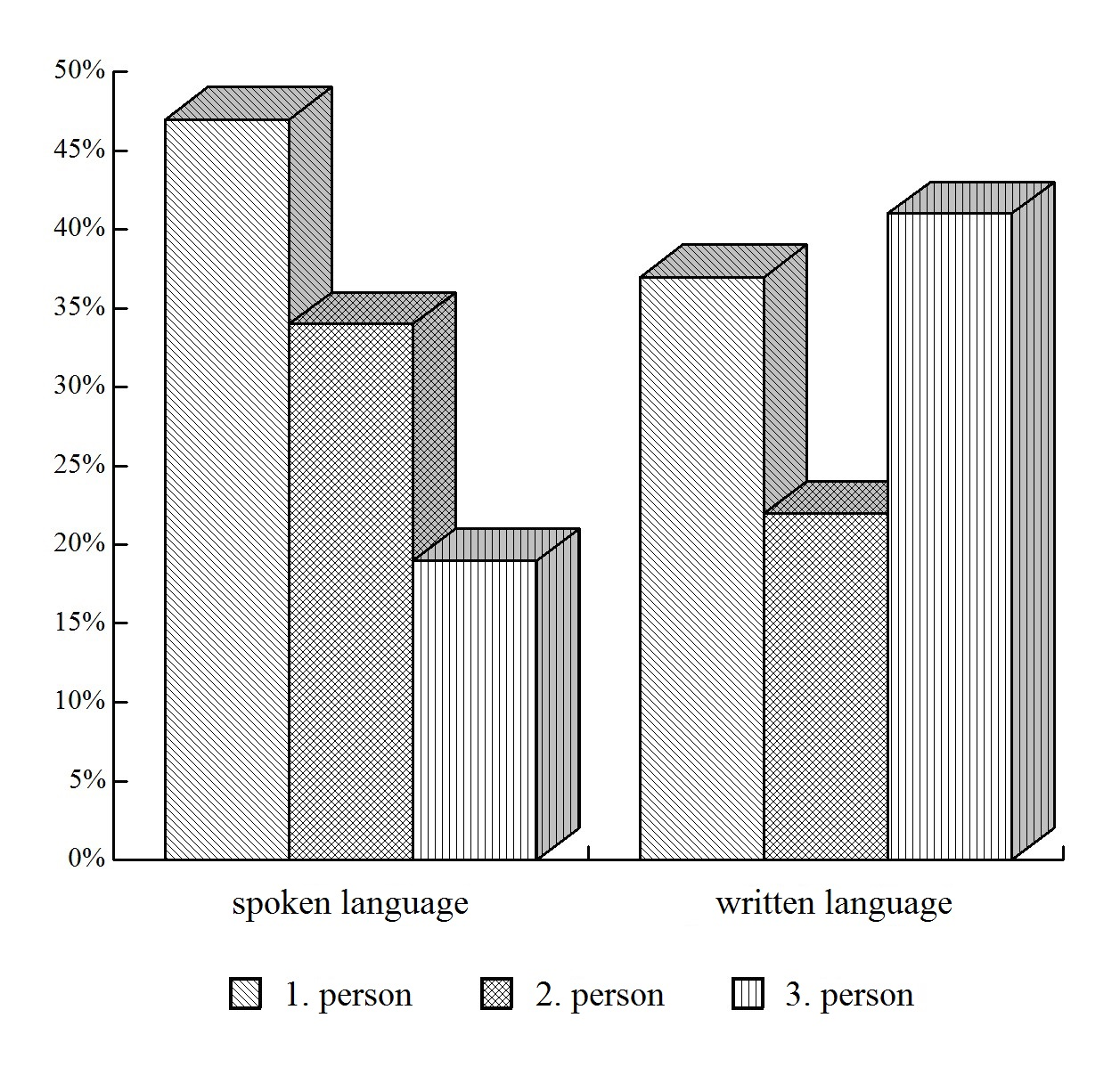
Gráfico de la frecuencia de pronombres personales en serbocroata

En lingüística cuantitativa, las leyes son hipótesis que han sido deducidas de ciertos supuestos teóricos y que han sido formuladas matemáticamente y que se interrelacionan con otras leyes. También se les exige que hayan sido contrastadas exitosamente mediante el uso de datos, es decir, que no hayan sido refutadas por la evidencia empírica. Entre las principales leyes lingüísticas propuestas por diversos autores, pueden destacarse las siguientes:[4]
- Leyes de distribución de frecuencias: Surgen de investigar la frecuencia de distintas unidades lingüísticas en textos o diccionarios, buscando cierto tipo de regularidad en la distribución estadística de las mismas. Entre las leyes de este tipo que han sido postuladas se destacan las siguientes:

- - Ley de distribución de la medida de los morfemas;

- - Ley de distribución de la medida de las unidades rítmicas;

- - Ley de distribución de la medida de los enunciados;

- - Ley de distribución de la medida de las sílabas;

- - Ley de distribución de la medida de las palabras;

- Ley de Martin: Esta ley se refiere a la relación que existe entre las definiciones de las palabras que forman “cadenas léxicas” entre sí, y que van desde lo más particular a lo más general. Dichas definiciones forman una jerarquía, en la cual el número de definiciones decrece conforme aumenta la generalidad del concepto definido.

- Ley de Menzerath (o ley de Menzerath-Altmann): Esta ley establece que la medida de los componentes de un elemento lingüístico decrece conforme aumenta la medida del elemento en cuestión. La misma ha sido aplicada al estudio de la relación entre la medida de las sílabas y la medida de las palabras, entre la medida de las palabras y la medida de las frases, la medida de las frases y la medida de los enunciados, etc. También ha sido aplicada en otros campos tales como la biología y la música.

- Ley de Zipf: La frecuencia de las palabras es un texto inversamente proporcional a su rango en una lista de frecuencias.[5]

- Ley de Piotrowski: Los procesos de crecimiento y difusión de los elementos lingüísticos (aumento del vocabulario, aparición de nuevos morfemas, difusión de palabras extranjeras, etc.) siguen un proceso de tipo logístico.

## Principales autores
·     Gabriel Altmann (1931-2020)
·     Otto Behaghel (1854-1936)
·     Karl-Heinz Best (1943)
·     Sergej Grigor'evič Čebanov (1897–1966)
·     William Palin Elderton (1877–1962)
·     Gertraud Fenk-Oczlon
·     Ernst Wilhelm Förstemann (1822–1906)
·     Wilhelm Fucks (1902–1990)
·     Peter Grzybek (1957-2019)
·     Gustav Herdan (1897–1968)
·     Luděk Hřebíček (1934)
·     Friedrich Wilhelm Kaeding (1843–1928)
·     Reinhard Köhler (1951)
·     Snježana Kordić (1964)
·     Werner Lehfeldt (1943)
·     Viktor Vasil'evič Levickij (1938-2012)
·     Haitao Liu
·     Helmut Meier (1897–1973)
·     Paul Menzerath (1883–1954),
·     Sizuo Mizutani (1926-2014)
·     Augustus de Morgan (1806–1871)
·     Charles Muller, Straßburg (1909-2015)
·     José María de Oleza Arredondo, S.J. (1887-1975)[6]
·     Raijmund G. Piotrowski (1922-2009)
·     L.A. Sherman
·     Juhan Tuldava (1922–2003)
·     Andrew Wilson
·     Albert Thumb (1865–1915)
·     George Kingsley Zipf (1902–1950)
·     Eberhard Zwirner (1899–1984)